# Llívia
Llívia är en liten stad i Katalonien i Spanien. Den tillhör comarcan Cerdanya i provinsen Girona, men den är belägen norr om gränsen mot Frankrike och utgör således en spansk exklav. Llívia hade 2013 1536 invånare.

## Historia
Llívia har romerska anor, som Julia Libica, och den var en viktig ort under den romerska antiken. På medeltiden byggdes här ett slott på berget ovan staden, ett slott som år 1479 sprängdes på order av Ludvig XI. Orten Puigcerdà söder om Llívia övertog betydelsen som centralort, men trots det erhöll Llivia 1523 stadsrättigheter av kejsar Karl V, troligen mer på grund av stadens historia än antal invånare.
Att Llívia är en spansk exklav går tillbaka till pyreneiska freden 1659, då landskapet Cerdagne (katalanska: Cerdanya) avträddes av spanjorerna till fransmännen. I fredsuppgörelsen stadfästes att 33 byar skulle övergå till Frankrike, men Spanien behöll Llívia genom att framhäva dess stadsrättigheter.

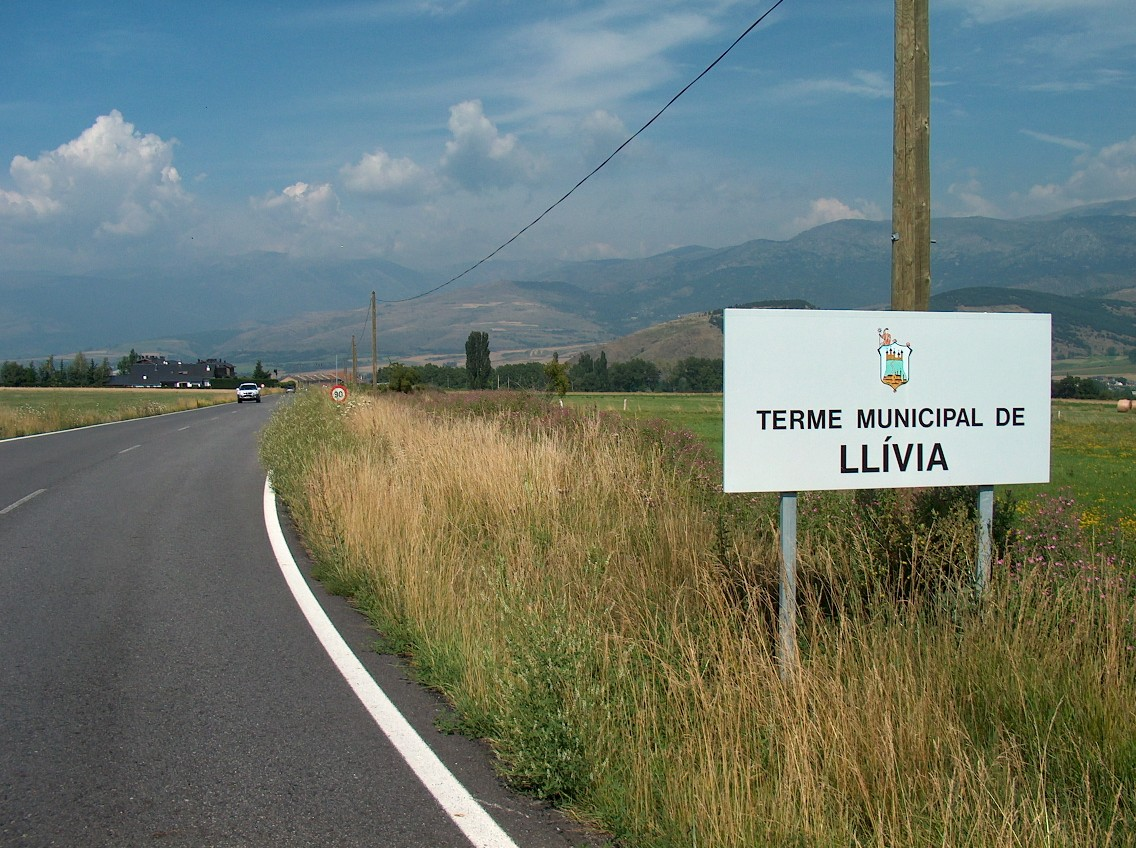
Llívias stadsgräns skyltas, men ingenting antyder att detta också är en gräns mellan två länder.

## Geografi och ekonomi
Llívia utgör en spansk exklav i det franska departementet Pyrénées-Orientales. Den är belägen strax öster om gränsen till övriga Spanien och har även Andorra i närheten. I väster finns det endast 2 kilometer av franskt territorium mellan Llívia och resten av comarcan Cerdanya och dess huvudort Puigcerdà. Staden med dess yta på 12,9 kvadratkilometer är belägen cirka 1 300 meter över havet.
Llívia har en gammal stadskärna. Den har dock på senare år exploaterats kraftigt genom utbyggnad av semesterbostäder, vilket gör att staden vid ett första intryck ser ganska stor ut jämfört med sitt invånarantal på drygt 1 000 personer. De nya husen är mycket konsekvent [förklaring behövs]byggda.
I Llívia finns ett stadsmuseum.
Många av stadens invånare har arbete i antingen det omgivande Frankrike eller det närbelägna Spanien. Sílvia Orriols, borgmästare 2011–15, har arbetat för den katalanska comarcan Cerdanyas turistbyrå. Cerdanyas huvudort Puigcerdà ligger inom nära pendlingsavstånd, på andra sidan de två kilometer av Frankrike som skiljer de båda städerna åt.

## Gräns och politik
För en besökare är det inte tydligt att man plötsligt har passerat en landgräns, eftersom denna endast märkts ut på enstaka gränsstenar. Inuti den lilla staden vajar inga spanska flaggor, och de flaggor som syns är katalanska – inklusive den katalanska separatistflaggan med stjärna i triangel (estelada).
Kontakterna med de omgivande franska byarna och småstäderna är vänskapliga, men Llívias geografiska belägenhet gör ofta byråkratin relativt besvärlig. En lång dispyt om den lokala vattenförsörjningen har inte underlättats av att beslutsprocessen hos de styrande i Spanien och Katalonien gått i stå. Ett beslut om att koppla in en kompletterande och numera färdigbyggd vattenledning har sedan 1973 väntat på att få grönt ljus via undertecknande.
Borgmästaren åren 2011–15, Sílvia Orriols, hade bygget av en ny skola som ett prioriteterat projekt.

### Borgmästare
(listan är endast påbörjad)
- 2011–15: Sílvia Orriols (CiU)[3]
- 2015–: Elies Nova (ERC)[4]

## Bildgalleri

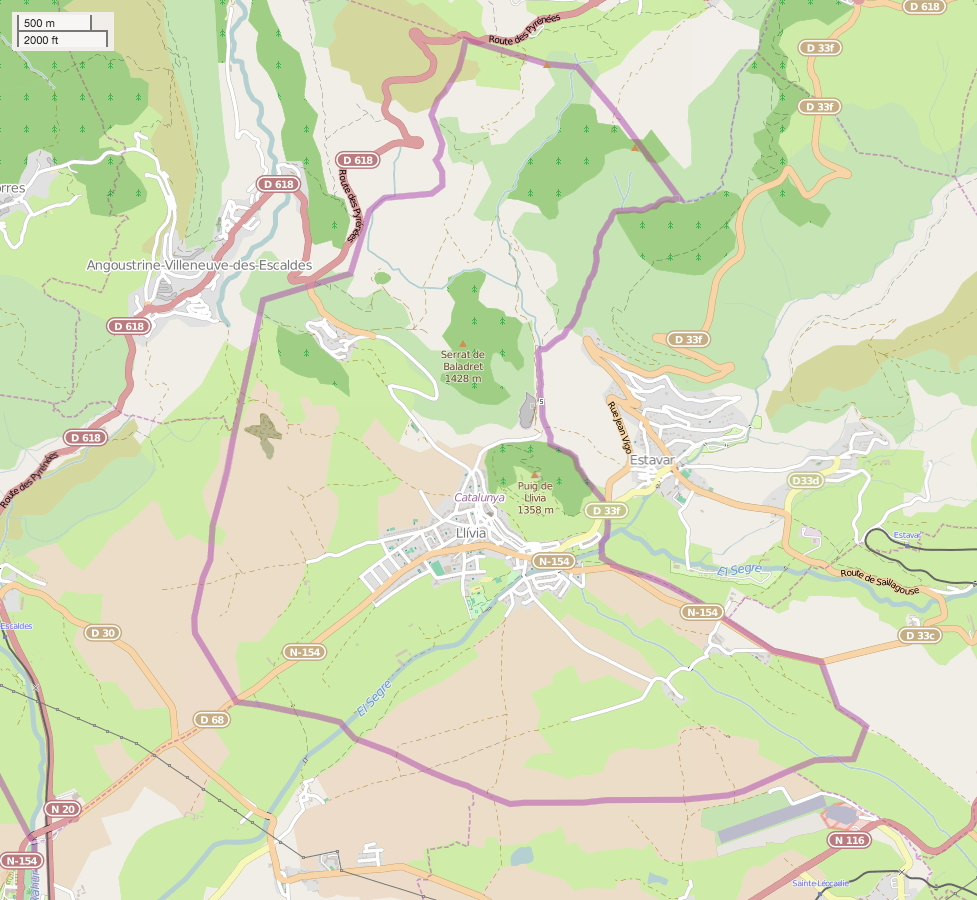
Spanska Llívia (vinröd gränslinje) är omgiven av Frankrike.
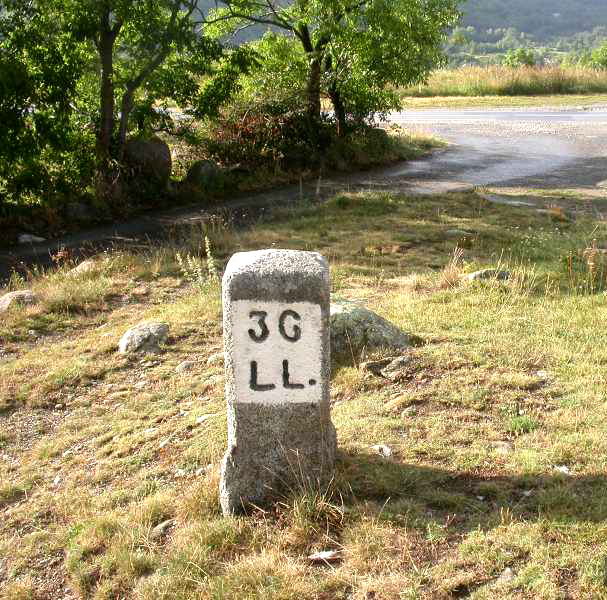
Gränssten mellan Llívia och omgivande Frankrike.
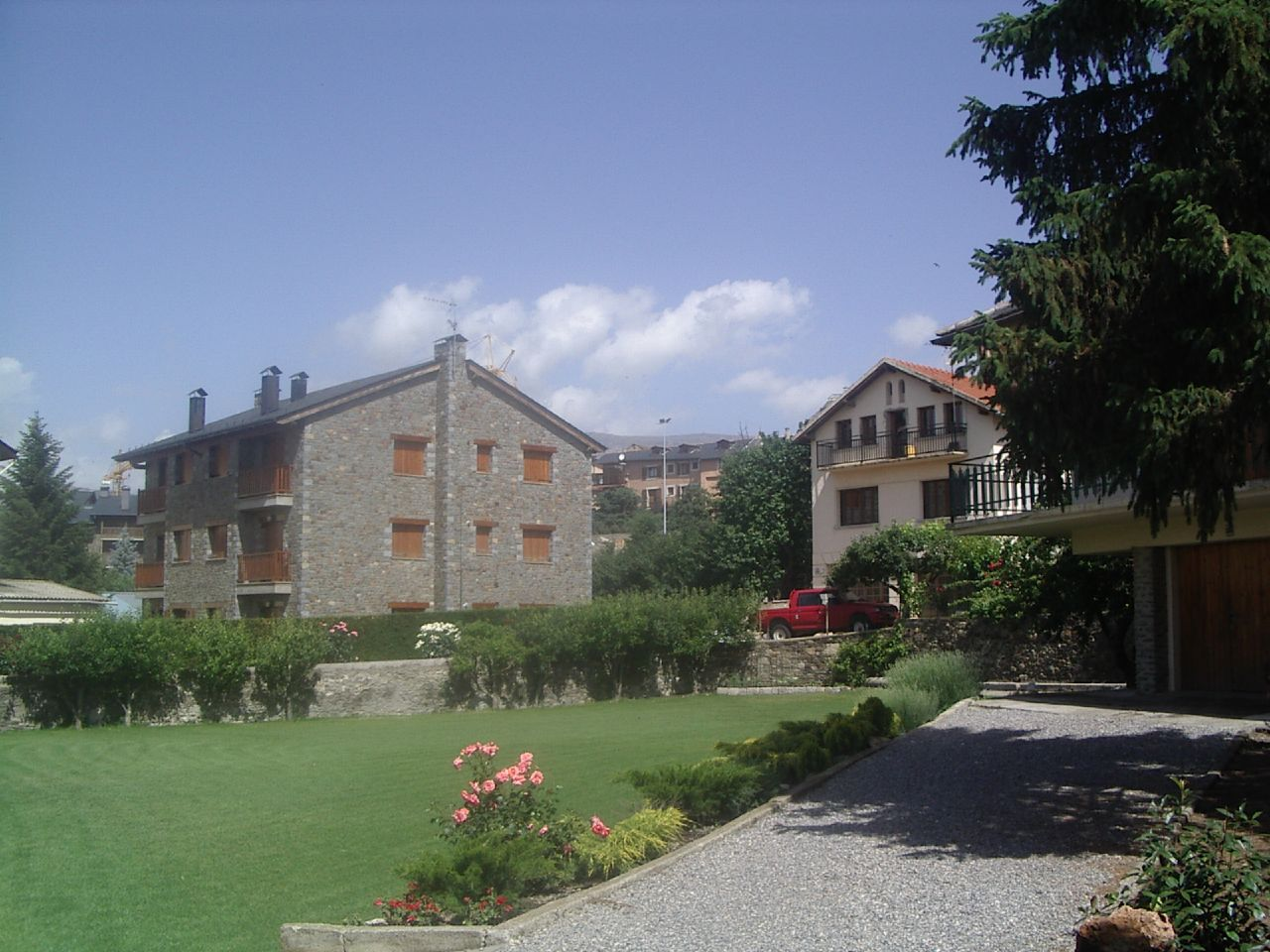
Hus med stängda eller öppna fönsterluckor.
"Muntanya del Castell" (Slottsberget) i utkanten av staden.